# Mohyla Eduarda z Behru
Mohyla Eduarda z Behru se nachází v poli u města Tovačov, asi 700 metrů západně od mohyly bitvy u Tovačova.
Mohyla byla postavena na památku pruského majora Eduarda z Behru, který zde dne 15. července 1866 v bitvě u Tovačova padl. Tvoří jej pískovcový jehlanový obelisk s čtveřicí sloupků. Ty v minulosti bývaly propojeny řetězem. Památník byl vybudován na mohylovém náspu. Byl na něj umístěn německý nápis: Gewidmel von seinen Kameraden Restaurirt im.J. 1901. Hier starh den Heldentod der kgl. Oberstlieutenantund Kommandeur des Füsilier-Bataillons des 7. Ostpreussischen Infanterte – Regiments Nro 44. EDUARD von BEHR. Am 15.Juli 1866. (česky Na těchto místech padl dne 15. července 1866 král. pruský major Eduard z Behru 44. pěšího pluku.).